# 1978 год в литературе

## События
- Редакцией ленинградского самиздатского литературного журнала «Часы» учреждена независимая литературная Премия Андрея Белого. С 1997 года присуждается регулярно.

## Премии

### Международные
- Нобелевская премия по литературе — Исаак Башевис-Зингер — «За эмоциональное искусство повествования, которое, уходя своими корнями в польско-еврейские культурные традиции, поднимает вечные вопросы».
- Всемирную премию фэнтези за лучший роман получил Фриц Лейбер за роман «Our Lady of Darkness».

### Великобритания
- Букеровская премия — Айрис Мёрдок, «Море, море» (англ. The Sea, the Sea).

### Венгрия
- Премия имени Милана Фюшта — Петер Надаш.

### Израиль
- Государственная премия Израиля за детскую литературу:
  - Анда Амир;
  - Нахум Гутман;
  - Левин Кипнис.

### СССР
- Ленинская премия в области литературы:
  - Максим Танк за книгу стихов «Нарочанские сосны»;
  - Александр Чаковский за роман «Блокада».
- Государственная премия СССР в области литературы:
  - Виктор Астафьев за повесть «Царь-рыба»;
  - Андрей Вознесенский за книгу стихов «Витражных дел мастер»;
  - Даниил Гранин за повесть «Клавдия Вилор»;
  - Жубан Мулдагалиев за поэмы «Орлиная степь» и «Сель»;
  - Анатолий Алексин за повести «Третий в пятом ряду», «Безумная Евдокия», «Действующие лица и исполнители», «Позавчера и послезавтра».
- Премия имени М. Горького:
  - Анатолий Ананьев за роман «Вёрсты любви»;
  - Николай Кочин за трилогию «Юность», «Нижегородский откос», «Гремячая поляна»;
  - Юван Шесталов за «Языческую поэму»;
  - Феликс Кузнецов за книгу «Перекличка эпох».
- Премия Андрея Белого:
  - поэзия Виктор Кривулин;
  - проза Аркадий Драгомощенко.

### США
- Пулитцеровская премия за художественную книгу — Джеймс Алан Макферсон, за сборник рассказов «Elbow Room».
- Пулитцеровская премия за лучшую драму — Дональд Ли Кобурн,«Игра в джин» (англ. The Gin Game).
- Пулитцеровская премия за поэзию — Говард Немеров, Избранные стихотворения.

### Франция
- Гонкуровская премия — Патрик Модиано, «Улица тёмных лавочек» (фр. Rue des boutiques obscures).
- Премия имени Даля — Владимир Кормер, «Крот истории».
- Премия Ренодо — Conrad Detrez, L’Herbe à brûler.
- Премия Фемина — Франсуа Сонкен, «Отцовская любовь» (фр. Un amour de père).
- Премия Фенеона — Венсан Ружье.
- Премия Медичи —  Жорж Перек, «Жизнь, способ употребления» (фр. La Vie mode d'emploi).
  - Премия Медичи за лучшее зарубежное произведение — Александр Зиновьев за роман «Светлое будущее».

## Книги
- «Алмазный мой венец» — книга Валентина Катаева.
- «Избранное» — книга Фёдора Самохина.

### Романы
- «Алхимический марьяж Элистера Кромптона» (англ. The Alchemical Marriage of Alistair Crompton) — роман Роберта Шекли.
- «Бегущий пёс» (англ. Running Dog) — роман Дона Делилло.
- «Дневники Тёрнера» (англ. Turner Diaries) — роман Уильяма Пирса.
- «Жестокий век» — роман Исая Калашникова.
- «Жизнь, способ употребления» (фр. La Vie mode d'emploi) — роман Жоржа Перека.
- «Игольное ушко» (англ. Eye of the Needle) — роман Кена Фоллетта.
- «Мир глазами Гарпа» (англ.  The World According to Garp) — роман Джона Ирвинга.
- «Море, море» (англ. The Sea, the Sea)  — роман Айрис Мёрдок.
- «Переворот» (англ. The Coup) — роман Джона Апдайка.
- «Предварительный заезд» (англ. Trial Run) — роман Дика Френсиса.
- «Противостояние» (англ. The Stand) — роман Стивена Кинга.
- «Старик» — роман Юрия Трифонова.
- «Тяжёлый песок» — роман Анатолия Рыбакова.
- «Успех» (англ. Success) — роман Мартина Эмиса.
- «Факультет ненужных вещей» - роман Юрия Домбровского.
- «1985» — роман Энтони Бёрджесса.

### Малая проза
- «Корпорация „Бросайте курить“» (англ. Quitters, Inc.) — рассказ Стивена Кинга.
- «Поза для прозы» (хорв. Poza za prozu) — новеллы Дубравки Угрешич.

### Пьесы
- «Воспоминание» — пьеса Алексея Арбузова.
- «Театр» (фр. Théâtre) — сборник сценариев Натали Саррот.

### Поэзия
- «Соблазн» — сборник стихов Андрея Вознесенского.

### Литературоведение
- «Книга о русской лирической поэзии XIX века» — книга Вадима Кожинова.
- «Люди и книги» — литературные заметки Сергея Баруздина.

## Умерли
- 25 января — Хабибулло Назаров, таджикский писатель и поэт (родился в 1907).
- 21 февраля – Хагар Ульсон, финская писательница финская (род. в 1893).
- 28 февраля — Эрик Фрэнк Рассел, английский писатель-фантаст (родился в 1905).
- 18 марта — Ли Брэкетт, американская писательница-фантаст (родилась в 1915).
- 7 июля — Абдулхай Каюмович Вахитов, татарский советский драматург, писатель, поэт, либреттист (родился в 1918).
- 18 июля — Уолтер Альварес, автор трудов по медицине (родился в 1884).
- 4 августа — Лиля Юрьевна Брик, российский литератор (родилась в 1891).
- Нилмони Пхукан (старший), ассамский писатель и поэт (род. в 1880).